# ፐ
Cette page contient des caractères éthiopiques. En cas de problème, consultez Aide:Unicode ou testez votre navigateur.
ፐ (« pä ») est un caractère utilisé dans l'alphasyllabaire éthiopien comme symbole de base pour représenter les syllabes débutant par le son /p/.

## Usage
L'écriture éthiopienne est un alphasyllabaire ou chaque symbole correspond à une combinaison consonne + voyelle, organisé sur un symbole de base correspondant à la consonne et modifié par la voyelle. ፐ correspond à la consonne « p » (ainsi qu'à la syllabe de base « pä »). Les différentes modifications du caractères sont les suivantes :
- ፐ : « pä »
- ፑ : « pu »
- ፒ : « pi »
- ፓ : « pa »
- ፔ : « pé »
- ፕ : « pe »
- ፖ : « po »
- ፗ : « pwa »

ፐ est le 26e et dernier symbole de base dans l'ordre traditionnel de l'alphasyllabaire.

## Historique

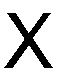
Caractère « t » de l'alphabet arabe méridional.

Le caractère ፐ est dérivé du caractère ተ, lui-même dérivé du caractère correspondant de l'alphabet arabe méridional.

## Représentation informatique
- Dans la norme Unicode, les caractères sont représentés dans la table relative à l'éthiopien[1] :
  - ፐ : U+1350, « syllabe éthiopienne pä »
  - ፑ : U+1351, « syllabe éthiopienne pou »
  - ፒ : U+1352, « syllabe éthiopienne pi »
  - ፓ : U+1353, « syllabe éthiopienne pa »
  - ፔ : U+1354, « syllabe éthiopienne pé »
  - ፕ : U+1355, « syllabe éthiopienne pe »
  - ፖ : U+1356, « syllabe éthiopienne po »
  - ፗ : U+1357, « syllabe éthiopienne pwa »